# Hermina Jug Kranjec
Hermina Jug-Kranjec, slovenska literarna zgodovinarka, jezikoslovka, bibliotekarka in bibliografinja, univerzitetna profesorica za slovenski knjižni jezik in stilistiko, * 14. december 1938, Ljubljana, † 1. marec 2007, Ljubljana.

## Življenjepis
Leta 1962 je diplomirala iz slovenščine in srbohrvaščine na Filozofski fakulteti v Ljubljani. Po diplomi je bila do 1970. leta zaposlena v knjižnici na Oddelku za slovanske jezike in književnost. V naziv lektorice je bila izvoljena leta 1968 in je učila honorarno, do 1970. pa redno. Magistrirala je leta 1979 na Filozofski fakulteti iz slovenskega jezikoslovja. Leta 1988 je postala višja predavateljica za slovenščino kot tuji jezik in istega leta oddala doktorsko disertacijo na temo Ivana Preglja. Doktorirala je februarja 1990, naslednje leto pa bila izvoljena za docentko za slovenski knjižni jezik in stilistiko. Leta 1990 je bila predsednica 27. SSJLK. Postala je članica leta 1980 ustanovljene delovne skupine Jezikovno razsodišče v okviru Sveta za slovenščino v javnosti. Člani so oblikovali izjave o jezikovnopolitičnih vprašanjih in konkretnih primerih jezikovne nekulture. Bila je avtorica več izjav, objavljenih v Delu, ki so »s strokovno argumentacijo in moralno-politično avtoriteto pomagale v danih razmerah dvigati med Slovenci jezikovno samozavest in občutljivost za jezikovno enakopravnost in jezikovno kulturo«. Poročena je bila z Markom Kranjcem, ki je kar štirideset let opravljal delo bibliotekarja v knjižnici na Oddelku za slovanske jezike in književnost. Novembra 1993 se je upokojila.

## Strokovno področje
Ukvarjala se je z uporabnim jezikoslovjem in stilistiko ter semantiko umetnostnih besedil. Pomembno je bilo tudi njeno pospeševanje slovenščine na tujih univerzah, njen učbenik Slovenščina za tujce pa je še danes priljubljen in usmerjevalen priročnik za tiste, ki se učijo slovenščino.

### Samostojne publikacije
- Stilno opazni skladenjski pojavi v Pregljevem romanu Bogovec Jernej in njihov vpliv na semantiko besedila. Magistrska naloga. Ljubljana: 1979. Strojepisna avtografija.
- Poetika in semantika Pregljevega romana Bogovec Jernej. Poetska in pomenska oblikovanost pripovedi. Ljubljana: v samozaložbi, 1988. (COBISS)
- Pregljev roman Bogovec Jernej. Poetika in semantika pripovedi. Ljubljana: Slovenska matica, 1994. Razprave in eseji, 38. (COBISS)
- Slovenščina za tujce. Ljubljana: Filozofska fakulteta, 199910. (COBISS)
- Še o zgodovini slovenščine kot drugega/tujega jezika. SR 49/1–2 (2001). 129–131. (COBISS)

### Znanstveni in strokovni sestavki
- Bibliotekar. Ežemesjačnyj žurnal teorii i praktiki bibliotečnoga dela. Knjižnica 7/1–2 (1963). 76–78. (COBISS)
- Semantika in vloga ključnih besed v romanu Bogovec jernej. JiS 25/1 (1979/1980). 8–14.
- O pomenski in stilni vlogi besednega reda pri oblikovanju sporočilne perspektive povedi. JiS 2-3 (1981/82). 37–42.
- Podoba človeka v Pregljevem ekspresionističnem romanu. JiS 29/1 (1983/84). 4–18.
- Skladenjska in pomenska zgradba besedila v Pregljevem romanu Bogovec Jernej. Obdobje ekspresionizma v slovenskem jeziku, književnosti in kulturi. Ljubljana: Filozofska fakulteta, 1984 (Obdobja, 5).  (COBISS)
- Poetika in semantika Pregljevega Bogovca Jerneja. Joža Mahnič, Pregljev zbornik. Ljubljana: Slovenska matica, 1984. 89–101.
- Semantika umetnostnega besedila. JiS 32/6 (1986/87). 165–177.
- Hermina Jug-Kranjec, Gregor Kocijan, Aleksander Skaza, France Žagar: Ob življenjskem jubileju našega Iva Graula. JiS 33/4 (1987/88). 97–98. (COBISS)
- Pomenskost naslova in okvirja v Pregljevem Bogovcu Jerneju. JiS 35/7–8 (1989/90). 161–176. (COBISS)
- Ekspresionistično preoblikovanje dejanskosti v romanu Bogovec Jernej. SR 38/2 (1990). 130. (COBISS)
- Trije načini zgodovinske stilizacije v romanu Bogovec Jernej. SR 39/1 (1991). 100. (COBISS)
- Baročna stilizacija pripovedi in podoba P. P. Glavarja v Pregljevi noveli Regina Roža ajdovska. Ivan Pregelj. Ljubljana, 1999 (Interpretacije).

## Bibliografsko delo
Biografski in bibliografski podatki v delu:
- Franc Zadravec in Jože Koruza: Slovenska književnost 1945–1965. Druga knjiga. Ljubljana: Slovenska matica, 1967. (COBISS)
- Janez Gradišnik: Človek je utihnil. Spominu Edvarda Kocbeka. Celje: Mohorjeva družba, 1983.  Hermina Jug-Kranjec avtorica dodatnega besedila. (COBISS)